# 人蚤
人蚤（Pulex irritans）是蚤屬下的一種跳蚤，雖然叫做人蚤，但實際也會寄生在其他動物身上。人蚤可能起源於南美，原始宿主可能是豚鼠或西猯科生物。除去人、狗、家貓等哺乳動物外，人蚤也會叮咬鳥類。它也是犬复孔绦虫的中間寄主。